# 普拉內塔里卡
普拉內塔里卡是哥倫比亞的城鎮，位於該國北部，由科爾多瓦省負責管轄，距離首府蒙特里亞52公里，始建於1885年2月10日，面積1,148平方公里，海拔高度87米，2011年人口64,934。

## 外部連結
- （西班牙文） Gobernacion de Cordoba - Planeta Rica[永久]
- （西班牙文） Planeta Rica official website

8°25′N 75°35′W / 8.417°N 75.583°W